# 아르헨티나습지쥐
아르헨티나습지쥐(Scapteromys aquaticus)는 비단털쥐과에 속하는 남아메리카의 반수생 설치류이다. 아르헨티나 북동부와 파라과이에서 발견되며, 민물 습지와 라플라타강 어귀 남부 해안을 따라 서식하며 삼림 지대에서도 서식한다.